# プレ・ヒアリング
プレ・ヒアリングとは、上場会社が募集又は売出しを予定している状況において、証券会社又はその関連会社が、未公表の法人関係情報を、需要把握などを目的として、大口の機関投資家などに提供したうえで行う、当該上場会社の募集又は売出しに係る有価証券に対する投資家の需要の見込みに関する調査のことである。上場会社の行う募集に際してプレ・ヒアリングを行うことは、日本国内では、日本証券業協会の「協会員におけるプレ・ヒアリングの適正な取扱いに関する規則」第9条により、禁止されている。

## 届出前勧誘とプレ・ヒアリング
欧州の証券市場においては届出制度がないことから、届出前勧誘の問題が存在しないため、積極的にプレ・ヒアリングが実施されている。また、米国の証券市場では、Universal Shelf Registrationと呼ばれる包括的な発行登録制度が導入されており、事前に投資家の需要を探ることが可能になっている。一方で、日本国内では、届出前勧誘規制への抵触の懸念等から、国内での募集や売出しに関してプレ・ヒアリングは行われていなかった。このように日本において、募集や売出しで、プレ・ヒアリングが実施されない理由として、日本ではPOでの募集又は売出しがなされる株式に対する機関投資家の需要が弱いことから、相対的に国内の個人投資家への配分割合が大きくなっているため、条件決定までの期間の大幅な短縮は困難になっていることがあげられる。一方、米国では、機関投資家への販売がほとんどであることに加え、利用しやすい包括的な発行登録制度や、機関投資家を中心とした短期間のブックビルディングの活用によって、期間の短縮が可能となっているため、日本と海外ではこのような差が生じている。
このような差があることを認識したうえで、日本証券業協会の「我が国経済の活性化と公募増資等のあり方分科会」が取り纏めた報告書によると、プレ・ヒアリングは、マーケティング期間を一晩又はそれに準じる短期間にとどめる効果のあるアクセリレーテッド・オファリングの実施のためには意味がある手法であるものの、日本国内の市場に上場する会社の公募増資にとっては一般的なオファリングの形である個人投資家も含めたフルマーケティング型のオファリングには、実務的には必要性が乏しいと指摘がなされた。さらに、我が国においては、日本証券業協会の自主規制規則である「協会員におけるプレ・ヒアリングの適正な取扱いに関する規則」により、海外投資家に対するプレ・ヒアリングの実施は、欧州の株式市場や米国市場と同様に、秘密保持及び売買禁止の制約のもとに認められているものの、日本国内の募集に関するプレ・ヒアリングは禁止されている。
日本において、プレ・ヒアリングが禁止されている理由として、開示規制や届出規制の観点からは、国内でプレ・ヒアリングを実施する場合、金融商品取引法上の「需要調査」と「勧誘」の線引きが実務上困難であることが想定されており、仮に法解釈の結果、証券会社が「需要調査」として行ったヒアリング行為が「勧誘」と判断された場合、金融商品取引法にて禁止されている届出前勧誘に該当してしまい、届出・開示義務に違反した行為を行ったと見なされる可能性等様々な問題が生じ得ることが挙げられる。
この点について、2013年12月25日、金融審議会「新規・成長企業へのリスクマネーの供給のあり方等に関するワーキング・グループ」では、報告書を取りまとめ、「企業及び引受証券会社が、適格機関投資家、特定投資家又は大株主を対象者とし、かつ、有価証券届出書の提出前に当該情報が対象者以外に伝達されないための適切な措置を講じている場合において、有価証券の募集・売出しの是非を判断するために、当該有価証券に対する市場における需要見込みを届出前に調査すること（いわゆる「プレ･ヒアリング」）」は届出前勧誘に該当しないと判断したうえで、企業内容等の開示に関するガイドラインの改正を実施するとしている。加えて、2014年8月26日より改正同ガイドラインを施行し、法令上はプレ・ヒアリングの実施について一定の要件を満たした場合に限って解禁がなされている。これを踏まえ、日本証券業協会では、今後、国内プレ・ヒアリングの導入については、「インサイダー取引防止の観点からも必要な措置が検討されるべきである」との見解を示している。また、仮に日本国内においてプレ・ヒアリングの活用が実現し、短期間でのブックビルディングが可能となるなどした結果、条件決定までの期間及び売買が成立するまでの期間が短縮された場合には、現在、会社法第201条第3項及び第4項により払込期日まで中14日を要しているが、この長さでは、同法第309条で特別決議を要するとされる有利発行には当たらないとされる程度のディスカウント率での公募増資を行っても、投資家にとってリスク許容度に見合わないとの評価につながりかねず、当該公募増資や売出しへの投資家の参加が事実上阻害されてしまう要因となる可能性がある。この可能性を具現化させないためには、投資家の参加意欲と発行会社の調達環境の向上を図る必要があることから、この払込期日まで中14日を開けねばならないとしている現状の規制を見直すことも検討すべきであるともしている。
上述のように、届出前勧誘の観点からは、法令上は、一定の要件が満たされた場合に限っては、国内募集に係るプレ・ヒアリングが解禁されたわけではあるものの、そもそも引受人となる主幹事証券会社側及びプレ・ヒアリングの対象者となる機関投資家からの需要がないこともあり、日本証券業協会では自主規制規則の改正を実施しておらず、2017年現在でも、日本国内での募集に係るプレ・ヒアリングは禁止されている状況である。

## プレ・ヒアリングとインサイダー取引
日本国内における募集に係るプレ・ヒアリングは、インサイダー取引規制防止の観点から、金融商品取引業等に関する内閣府令や日本証券業協会の自主規制規則などにより禁止されている。これは、この規制が導入される前には、プレ・ヒアリングの実施により証券会社から未公表の公募増資情報を得た機関投資家が、以下のスキームで募集の実施が公表される直前に大量の空売りを実施するという不公正な取引を行うことで利益を上げるという事象が横行し、プレ・ヒアリングが増資インサイダー問題の温床であると指摘されたことを受けて法令・規則等で対応することとなったことによるものである。
増資インサイダーのスキームはおおむね以下のとおりである。
| 1. 主幹事証券会社が、ある上場会社（以下では、便宜的に「Ａ社」という。）が募集を行おうとしていることを、プレ・ヒアリングを需要調査と価格決定の参考情報を得る目的で大口顧客である機関投資家（以下では、便宜的に「Ｂ投資家」という。）に対して伝達する。この結果Ｂ投資家はＡ社の未公表の法人関係情報である募集の実施に係る情報を取得することになる。 2. Ｂ投資家は、このプレ・ヒアリングで得たＡ社の公募増資情報が公表される前に、大量の空売りを行う。 3. ２．の結果、信用売りに引きずられたその銘柄の株価は大きく下落してしまう。その後、Ａ社から公募増資が行われることが開示される。そして、新株の発行価格が決定される頃には、この影響で、株価は安値に誘導されることとなる。 4. 最後に、Ｂ投資家が、Ａ社が当該募集にて発行した新株を取得し、２．の信用売りのポジションを解消する。この結果、プレ・ヒアリングを利用したインサイダー取引による利益を生むことができる。 |

このような、プレ・ヒアリングの対象となった機関投資家による不公正な取引がなされた事例として疑われているものの一つとして、2003年の三井住友フィナンシャルグループ株式の募集が挙げられる。この事例は、野村證券の担当者が、英国の機関投資家に対し、プレ・ヒアリングを実施し、そのヒアリング内容を基に、この機関投資家が不公正な取引で利益を上げたとして現地で摘発されるなどしたものである。このようなプレ・ヒアリングを利用したインサイダー取引の多発を受けて、2006年4月14日、証券取引等監視委員会は、金融庁設置法第21条の規定に基づき、金融庁長官に対して、以下のとおり「プレ・ヒアリング（事前需要調査）に係る情報管理体制の整備について」なる建議を行った。（以下、原文ママ）
| 1. 上場会社が株式や新株予約権付社債（以下「株式等」という。） を発行しようとする際、主幹事証券会社又はその関連会社が、発行体による当該株式等の発行に係る情報（以下「発行情報」という。）の公表前に、国内外の機関投資家に対して当該株式等に係る需要動向の調査 (以下「プレ・ヒアリング」という。) を行うことがある。 このようなプレ・ヒアリングの過程で発行情報を入手した海外の投資家が、発行情報の公表前に、当該株式等の発行体に係る上場普通株式を売り付けている事例が認められた。当委員会では、このような事例が認められた場合、内部者取引を行ったものと認められる海外投資家に関して、海外当局に対する調査依頼を行っており、これを受けて、海外当局において当該投資家に対する処分が行われるに至っている。 2. 他方で、証券会社の検査の結果、 1. プレ・ヒアリングの過程で発行情報を外部に伝達することに関して手続規程を整備していない 2. 発行情報を外部に伝達する際に、その対象者に対し、伝達される発行情報が公表前の重要事実に該当することを伝達するなどの適切な注意喚起を行っていないことが疑われる 3. プレ・ヒアリングをいつ、誰に対して、どのような方法で実施し、その過程でどのような発行情報を外部の者に伝達したかについて記録を残していない 会社が存することが認められた。 このような情報管理体制を放置することは内部者取引を誘発しかねない。 3. ついては、証券会社がプレ・ヒアリング等において公表前の発行情報等を外部に伝達する行為により内部者取引が誘発されることを防止し、もって証券取引の公正を確保するため適切な措置を講じる必要がある。 |

この一連の動きを受けて、金融庁は2006年11月1日、「証券会社の行為規制等に関する内閣府令」を改正し、未公表の法人関係情報を提供して需要調査を行う際には、証券会社に以下の措置を採ることを求め、また2007年1月には、日本証券業協会においても「協会員におけるプレ・ヒアリングの適正な取扱いについて」を制定し規制を行っている。
| 1. プレ・ヒアリングを実施する際には、証券会社の法令遵守管理に関する業務を行う部門から行うと同時に、調査対象者、調査対象者に提供される法人関係情報の内容及びその提供の時期や方法について承認を得ること。 2. 当該法人関係情報もしくは当該募集の実施が公表され、又は証券会社から当該募集を行わないこととなったことが通知されるまでの間、プレ・ヒアリングの対象となった銘柄について取引を行わないこと及びプレ・ヒアリングに際して取得した法人関係情報は、プレ・ヒアリングの対象者以外の者に提供しないことについて、あらかじめプレ・ヒアリングの対象者に約させること。 3. 証券会社における当該プレ・ヒアリングに係る事務の責任者及び担当者の氏名、プレ・ヒアリングの対象者の氏名及び住所、ならびにプレ・ヒアリングの対象者に提供した法人関係情報の内容、提供時期及び提供方法を記録し。5年間は保存をすること。 4. 仮に証券会社が第三者にプレ・ヒアリングを行わせる場合、当該第三者にプレ・ヒアリングの実施に際して上記に相当する措置を採らせること。 |

この「証券会社の行為規制等に関する内閣府令」の改正にあわせて、日本国内の証券会社以外の金融機関又は外国の証券会社が行うプレ・ヒアリングについても同様の規制を及ぼすことを目的として、「金融機関の証券業務に関する内閣府令」及び「外国証券業者に関する内閣府令」についても改正が行われた。
このような、規制により日本国内の募集に係るプレ・ヒアリングの実施が禁止されたものの、海外でのプレ・ヒアリングは依然として行われていた。そして、この海外でのプレ・ヒアリングが規制では捕捉されていないという事情が、増資インサイダー問題の温床となっているとの指摘があった。実際、2010年のみずほフィナンシャルグループ、東京電力、国際石油開発帝石や日本板硝子の株式の募集、2011年のフェローテックの株式の募集などが、増資インサイダー問題の具体事例となっている。一方で、2007年1月以前に目を向けたところ、それ以前からプレ・ヒアリングを利用した公募増資に係るインサイダー取引は行われており、このような問題は、証券業界に強く根付いた悪しき慣習が影響していたのではないかと、日本証券アナリスト協会では指摘している。
このようなプレ・ヒアリングとそれに絡んだインサイダー取引の問題や、それに伴う発行会社並びに証券会社など情報の提供側に当たる者及び情報の受け手側である機関投資家などにおける情報管理体制の整備における課題もあることから、前掲のように開示規制及び届出規制の観点では解禁されたプレ・ヒアリングではあるものの、実務上は実例が蓄積されていないという状況にある。

## 脚註

### 註釈
1. ↑  日本証券業協会の「協会員におけるプレ・ヒアリングの適正な取扱いに関する規則」第2条によれば、法人関係情報とは、「上場会社等の運営、業務又は財産に関する公表されていない重要な情報であって顧客の投資判断に影響を及ぼすと認められるもので募集に係るものをいう。」と定義している[1]。 具体的には、①証券取引法上の募集及び私募（海外におけるオファリングを含む。）② 発行会社の自己株式の処分などが、この募集に含まれる[2]。
2. ↑  日本証券業協会の「協会員におけるプレ・ヒアリングの適正な取扱いに関する規則」第9条によれば、「金融商品取引法第2条第3項に定める募集及び会社法第199条に定める会社が処分する自己株式を引き受ける者の募集に該当する」とされているものも、ここで言う募集に含まれる[1]。
3. ↑  日本証券業協会の「協会員におけるプレ・ヒアリングの適正な取扱いに関する規則」第1条によれば、ここでいう上場会社とは「金融商品取引法第163条第１項に規定する上場会社等」を指すとされている[1]。
4. ↑  2013年1月25日に、大阪証券取引所であった大証金融商品取引法研究会の議事録によると「日本の機関投資家は非常に保守的で、情報を聞いてしまうと取引ができなくなるので、うちにはプレ・ヒアリングに来てくれるなという機関投資家が圧倒的に大多数」であるという実態があるという[17]。
5. ↑  リサーチを受けた機関投資家などは、Ａ社が、いつごろ、どれくらいの規模の増資を計画しているかという未公開情報を、入手することになる[18]。そのため、このような不公正取引を防止するため、プレ・ヒアリングを受けた際には、法令に基づき、証券会社と大口投資家の間で、「情報を利用した取引をしない」という守秘義務の文書を取り交わすこととなる[18]。しかし、この守秘義務契約が外資系証券会社を中心に、守られていないのではないかという指摘は、従前よりなされていた[9][18]。
6. ↑  なお、払込金額が1億円を超える募集は、インサイダー取引規制上の重要事実にも該当する[20][21][22][23]。会社関係者、及び情報受領者（会社関係者から重要事実の伝達を受けた者）が、その重要事実が公表される前に、その銘柄を売買した場合は、インサイダー取引を行ったとして罰則の対象となる[24][25][26][27]。
7. ↑  「証券会社の行為規制等に関する内閣府令」は、2017年現在、「金融商品取引業者等に関する内閣府令」となっており、この規定も同府令第117条第1項第15号にて規定されている[10]。
8. ↑  このような、プレ・ヒアリングに対する金融庁や自主規制機関による規制の実施に対して、外資系証券会社からは「主幹事が海外機関投資家に、事前に増資引き受けの意向を探るプレ・ヒアリングは、慣行として認められてきた。それを一方的に叩き、規制強化に持って行くのは納得できない。そんなことをすれば、日本株はますます見捨てられますよ。」などの声が上がるなどしていた[33]。
9. ↑  このうち、国際石油開発帝石の案件については、証券取引等監視委員会による調査の結果、中央三井アセット信託銀行が実際にプレ・ヒアリングで受領した情報を基にインサイダー取引を行ったとして、2012年3月21日に課徴金を課すように証券取引等監視委員会から金融庁に勧告がなされている[9]。この事態を受けて、証券取引等監視委員会の幹部らは「日本の証券市場にとって前例のない非常に重大な事案」であると指摘したほか、当該公募増資情報を漏洩した主幹事証券会社である野村證券に対して「株価下落で発行会社の調達額が下がっただけでなく、信頼を落とした日本市場も被害を受けた」との批判もしている[9]。また、海外投資家からは「東京市場では公募増資のインサイダー取引が横行しているのではないか」として市場の信頼性を疑う声もあがった[28]。このほか、海外メディアでも例えばウォール・ストリート・ジャーナルが、「公募増資が公表されると公募価格はディスカウントされて決まる。そうすると、空売りしておけば必ず収益が上がるマーケットなのだ。このような状況が続く日本のマーケットに明日はない。」という論評を掲載し、フィナンシャル・タイムズも、「監視委員会と東証が調査を開始したが日本のマーケットでは、公募増資をめぐって公然とインサイダー取引が行われている。」と指摘するなどしている[17]。